# Vernois-sur-Mance
Vernois-sur-Mance est une commune française située dans le département de la Haute-Saône, la région culturelle et historique de Franche-Comté et la région administrative Bourgogne-Franche-Comté.

## Géographie
Village situé dans l'est de la France, dans le département de la Haute-Saône et la région de la Franche-Comté, Vernois-sur-Mance appartient à l'arrondissement de Vesoul et au canton de Vitrey-sur-Mance.
L'altitude de Vernois-sur-Mance est comprise entre 222 m et 374 m (229 m à la mairie) pour une superficie de 803 hectares (latitude : 47.846 degrés nord, longitude : 5.786 degrés est). Les coordonnées géographiques en degré minute seconde calculées dans le système géodésique WGS84 sont 47° 50' 47 de latitude nord et 05° 47' 03 de longitude est.
Les villes et villages proches de Vernois-sur-Mance sont : 
- Rosières-sur-Mance (70) à 1,20 km,
- Neuvelle-lès-Voisey (52) à 2,38 km,
- Betoncourt-sur-Mance (70) à 2,83 km,
- Saint-Marcel (70) à 3,63 km,
- Pisseloup (52) à 3,82 km
- Vitrey-sur-Mance (70) à 5 km. La gare se trouve entre les deux communes, et bien qu'elle soit dénommée Gare de Vitrey-sur-Mance, elle est parfois dite Gare de Vitrey - Vernois. Une ligne au départ de cette gare rejoint Bourbonne-les-Bains : ligne de Vitrey - Vernois à Bourbonne-les-Bains.

(Distances calculées à vol d'oiseau).

### Climat
Pour des articles plus généraux, voir Climat de la Bourgogne-Franche-Comté et Climat de la Haute-Saône.
En 2010, le climat de la commune est de type climat des marges montargnardes, selon une étude du Centre national de la recherche scientifique s'appuyant sur une série de données couvrant la période 1971-2000. En 2020, Météo-France publie une typologie des climats de la France métropolitaine dans laquelle la commune est exposée à un climat océanique altéré et est dans la région climatique  Lorraine, plateau de Langres, Morvan, caractérisée par un hiver rude (1,5 °C), des vents modérés et des brouillards fréquents en automne et hiver. 
Pour la période 1971-2000, la température annuelle moyenne est de 10,1 °C, avec une amplitude thermique annuelle de 17,1 °C. Le cumul annuel moyen de précipitations est de 980 mm, avec 13 jours de précipitations en janvier et 9,6 jours en juillet. Pour la période 1991-2020, la température moyenne annuelle observée sur la station météorologique de Météo-France la plus proche, « La Quarte », sur la commune de La Quarte à 10 km à vol d'oiseau, est de 10,4 °C et le cumul annuel moyen de précipitations est de 1 026,0 mm. 
La température maximale relevée sur cette station est de 39 °C, atteinte le 25 juillet 2019 ; la température minimale est de −18 °C, atteinte le 20 décembre 2009,,. 
Les paramètres climatiques de la commune ont été estimés pour le milieu du siècle (2041-2070) selon différents scénarios d'émission de gaz à effet de serre à partir des nouvelles projections climatiques de référence DRIAS-2020. Ils sont consultables sur un site dédié publié par Météo-France en novembre 2022.

## Urbanisme

### Typologie
Au 1er janvier 2024, Vernois-sur-Mance est catégorisée commune rurale à habitat dispersé, selon la nouvelle grille communale de densité à sept niveaux définie par l'Insee en 2022.
Elle est située hors unité urbaine et hors attraction des villes,.

### Occupation des sols
L'occupation des sols de la commune, telle qu'elle ressort de la base de données européenne d’occupation biophysique des sols Corine Land Cover (CLC), est marquée par l'importance des territoires agricoles (66 % en 2018), en diminution par rapport à 1990 (69,4 %). La répartition détaillée en 2018 est la suivante : 
prairies (35,3 %), forêts (27,1 %), zones agricoles hétérogènes (21,2 %), terres arables (9,5 %), milieux à végétation arbustive et/ou herbacée (3,5 %), zones urbanisées (3,4 %). L'évolution de l’occupation des sols de la commune et de ses infrastructures peut être observée sur les différentes représentations cartographiques du territoire : la carte de Cassini (XVIIIe siècle), la carte d'état-major (1820-1866) et les cartes ou photos aériennes de l'IGN pour la période actuelle (1950 à aujourd'hui).

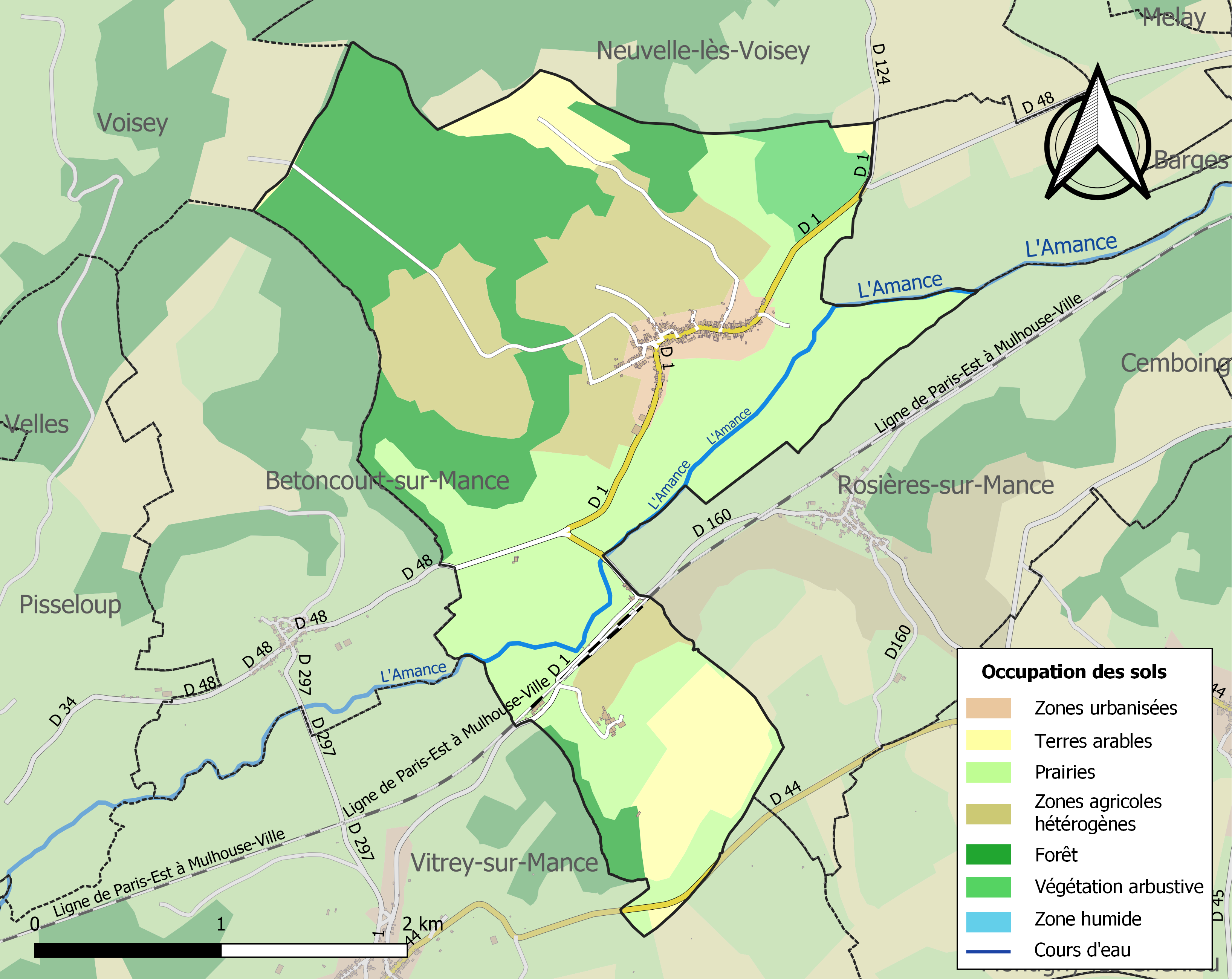
Carte des infrastructures et de l'occupation des sols de la commune en 2018 (CLC).

## Toponymie
Le nom de ce village viendrait de Vernoy (Vernoie) qui désigne des lieux au sol humide où poussent les aunes aussi appelé vernes.
On a alors une origine celte pour ce mot qui veut dire marais en breton.
Le sens de l'eau parait être le premier. Il donnera ensuite son nom à l’arbre lequel servira ensuite à désigner le lieu lui-même. Le verne, très serré et mouillé, constituait autrefois l'aliment idéal des fours de boulangers, de plâtriers et de briquetiers qui l'appelaient le bois de boulange.

## Histoire
De toute origine connue, ce village tenu par le sire de La Rochelle (Haute-Saône), est en fief du comté de Bourgogne.
En 1149, les frères Francus et Lambert Odon, vassaux du sire de La Rochelle, font une donation à l’abbaye de Cherlieu et lui donnent tout ce qu'ils possèdent sur le territoire de "Bugescort" qui devient "la Grange de Bichecourt". À cette même époque que fut créée "La Grange de Gircourt". Ces deux granges font partie des dix-huit que possède alors l’abbaye de Cherlieu.
Principalement occupées par des frères convers, elles ne devaient pas être éloignées de plus d’une journée de marche de l’abbaye afin que les frères puissent aller à la messe du dimanche. Dans ces granges on cultive des céréales et de la vigne et on y élève principalement des moutons et des porcs.
Plus tard, les abbés acceptent les dons d’hommes mainmortables, les dîmes, les moulins, les fours banaux et les biens de petits seigneurs locaux. À la fin du XIIIe siècle, l’abbé de Cherlieu est seigneur de plusieurs villages. C'est ainsi qu'au XIVe siècle, Vernoy sera soustrait à la suzeraineté du sire de La Rochelle pour appartenir à l’abbaye de Cherlieu jusqu'en 1789.

## Politique et administration

### Rattachements administratifs et électoraux
La commune fait partie de l'arrondissement de Vesoul du département de la Haute-Saône, en région Bourgogne-Franche-Comté. Pour l'élection des députés, elle dépend de la première circonscription de la Haute-Saône.
Vernois-sur-Mance faisait partie depuis 1801 du canton de Vitrey-sur-Mance. Dans le cadre du redécoupage cantonal de 2014 en France, la commune fait désormais partie du canton de Jussey.

### Intercommunalité
La commune était membre de la petite communauté de communes du Pays jusséen, intercommunalité créée au 1er janvier 1990 et qui regroupait environ 4 300 habitants en 2009.
L'article 35 de la loi n° 2010-1563 du 16 décembre 2010 « de réforme des collectivités territoriales » prévoyait d'achever et de rationaliser le dispositif intercommunal en France, et notamment d'intégrer la quasi-totalité des communes françaises dans des EPCI à fiscalité propre, dont la population soit normalement supérieure à 5 000 habitants.
Dans ce cadre, le schéma départemental de coopération intercommunale a prévu la fusion cette intercommunalité avec d'autres, et l'intégration à la nouvelle structure de communes restées jusqu'alors isolées. Cette fusion, effective le 1er janvier 2013, a permis la création de la communauté de communes des Hauts du val de Saône, à laquelle la commune est désormais membre.

### Liste des maires
| Période                                  | Période                  | Identité         | Étiquette | Qualité |
| ---------------------------------------- | ------------------------ | ---------------- | --------- | ------- |
| Les données manquantes sont à compléter. |                          |                  |           |         |
| avant 1995                               | ?                        | Robert Scherrer  | DVD       |         |
| mars 2001                                | mars 2008                | Serge Dormoy     |           |         |
| mars 2008                                | En cours (au 23/03/2022) | Pascal Rodrigues |           |         |

- Démographie

L'évolution du nombre d'habitants est connue à travers les recensements de la population effectués dans la commune depuis 1793. Pour les communes de moins de 10 000 habitants, une enquête de recensement portant sur toute la population est réalisée tous les cinq ans, les populations de référence des années intermédiaires étant quant à elles estimées par interpolation ou extrapolation. Pour la commune, le premier recensement exhaustif entrant dans le cadre du nouveau dispositif a été réalisé en 2004.

En 2022, la commune comptait 131 habitants, en évolution de −12,08 % par rapport à 2016 (Haute-Saône : −1,4 %, France hors Mayotte : +2,11 %).
| 1793 | 1800 | 1806 | 1821 | 1831 | 1836 | 1841 | 1846 | 1851 |
| ---- | ---- | ---- | ---- | ---- | ---- | ---- | ---- | ---- |
| 587  | 587  | 601  | 642  | 686  | 683  | 666  | 666  | 646  |

| 1856 | 1861 | 1866 | 1872 | 1876 | 1881 | 1886 | 1891 | 1896 |
| ---- | ---- | ---- | ---- | ---- | ---- | ---- | ---- | ---- |
| 564  | 607  | 604  | 574  | 543  | 592  | 572  | 512  | 501  |

| 1901 | 1906 | 1911 | 1921 | 1926 | 1931 | 1936 | 1946 | 1954 |
| ---- | ---- | ---- | ---- | ---- | ---- | ---- | ---- | ---- |
| 478  | 478  | 425  | 375  | 417  | 436  | 416  | 369  | 359  |

| 1962 | 1968 | 1975 | 1982 | 1990 | 1999 | 2004 | 2006 | 2009 |
| ---- | ---- | ---- | ---- | ---- | ---- | ---- | ---- | ---- |
| 324  | 266  | 221  | 199  | 180  | 166  | 180  | 179  | 171  |

| 2014 | 2019 | 2022 | - | - | - | - | - | - |
| ---- | ---- | ---- | - | - | - | - | - | - |
| 149  | 141  | 131  | - | - | - | - | - | - |

## Économie
Élevage et vente d'escargots : SCEA Escargonia, qui tient également depuis 2016 un commerce de produits régionaux, Escabar,.
Après la fermeture en 2014 de l'unique café-épicerie des environs, la commune a racheté le bâtiment, ce qui a permis au commerce de rouvrir en 2016,.

## Culture locale et patrimoine

### Lieux et monuments
L’église

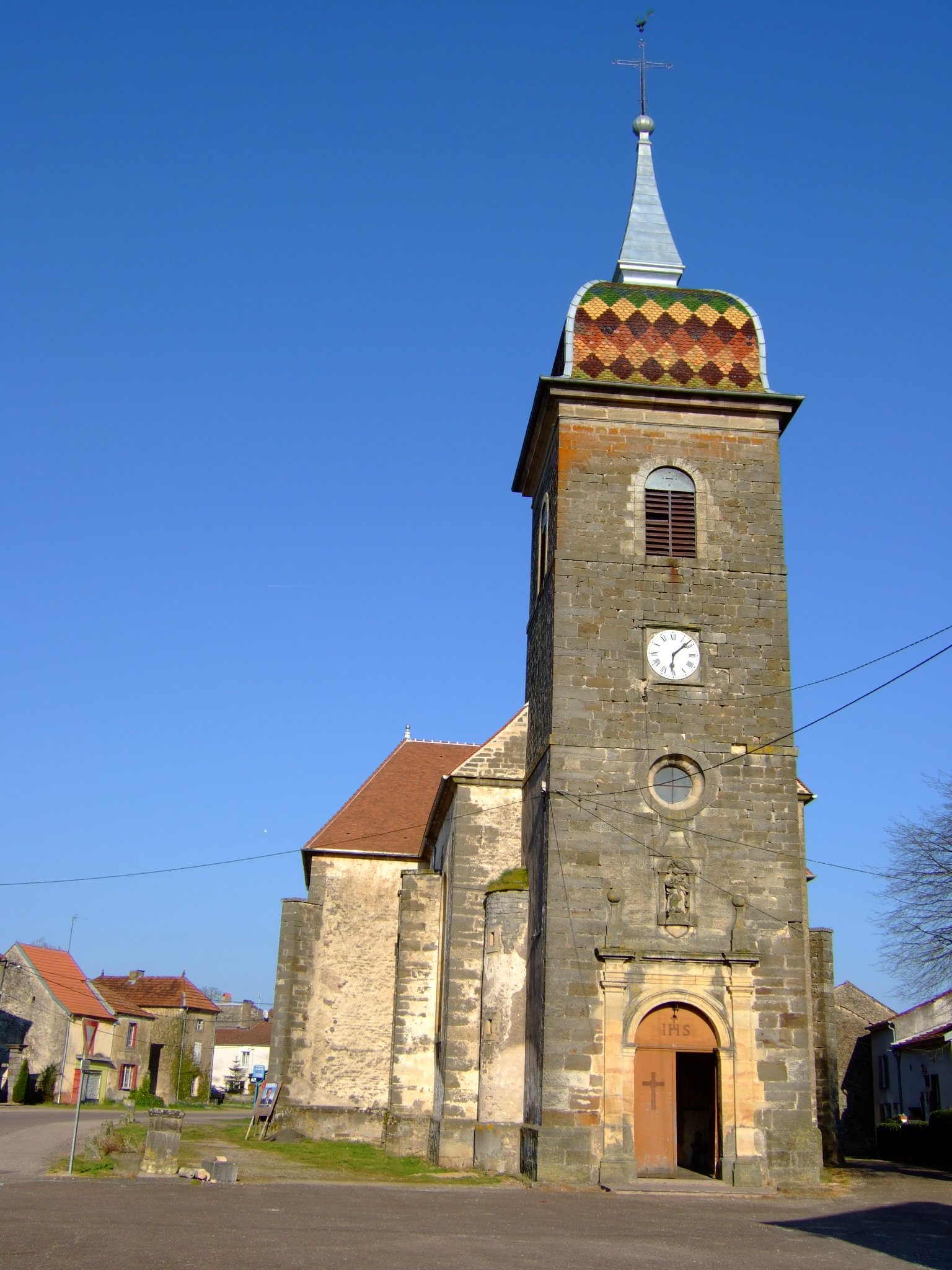
L'église.

Construite en 1733, elle est placée sous le patronage de la Nativité de Notre Dame.
Comme 276 autres églises de Haute-Saône, elle possède un clocher à l'impériale (655 en Franche-Comté). Ces dômes à l'impériale, en courbe et contre-courbe, ont toujours la même structure qui s’étire, s’écrase ou s'arrondit pour donner à chacun sa singularité. À l’origine ils étaient couverts de fer blanc. Ce matériau a peu à peu été remplacé par les tuiles plates vernissées ou par des tuiles colorées qui, judicieusement placées, forment des bandes horizontales, des chevrons, des losanges ou tout autre moucheté qui va différencier chaque clocher. Traditionnellement ils sont toujours couronnés du globe, de la croix et du coq. Le clocher de Vernois abrite deux cloches qui furent baptisées en 1836. L'horloge actuelle fut installée au XIXe siècle par la société Odobey Cadet de Morez dans le Jura.
L'édifice est orienté et possède un clocher-porche. La nef est d’arc en plein cintre et de voûtes d’arêtes. Étant de construction récente, cette église ne compte pas d’éléments de mobiliers antérieurs au XVIIIe siècle.
Croix de chemin
- Au vieux cimetière, une croix de pierre porte en son centre d’un côté un cœur et les trois clous et de l’autre une couronne d’épines.
- Une autre croix sans inscription se trouve à côté de l’église.
- L'une d'entre elles à la particularité d’avoir une inscription incomplète : « à la devotion de Anne Dormoy decedee au Vernois le 13 fevier 1852 agee de 60 ans priez pour elle requiescat un pace et de »
- « à la dévotion de Agathe Logerot veuve de F Dapret 1757 »
- A la "Croix des larrons" l’inscription « A l d d J BERMOT 1785 »
- « La dévotion de Jn Dormoy de Vernois décédé 11 mars 1850 a l'âge de 64 ans et de F Bornet son épouse décédée le 19 mars 1848 à l âge de   … ans et de J C Dormoy décédé le 19 mars 1850 a l'âge de 37 ans »

La maison commune
La maison commune fut construite en 1849-1850. Son rôle, comme il était fréquent à cette époque, était multiple. Au rez-de-chaussée on trouvait la salle de réunion pour le conseil municipal, l’école et la prison et à l’étage se trouvait de logement de l’instituteur.
Fontaines
Le village compte plusieurs fontaines. Le plus souvent, il s'agit de fontaines-abreuvoirs qui se composent d’une borne où les villageois venaient prendre l’eau et d’un abreuvoir pour le bétail.
Près de l’église on trouve une fontaine circulaire datant de la fin du XVIIIe siècle.
Sur la place, la fontaine-lavoir. Ce lieu de sociabilité féminine prend à Vernois, comme souvent à cette époque en Haute-Saône, une allure monumentale avec son puisoir surmonté d’un édifice en pierre à fronton triangulaire. Sur d’anciennes cartes postales, on retrouve le lavoir avec sa charpente circulaire et son toit en zinc. Aujourd’hui, ce toit n’existe plus.

### Personnalités liées à la commune
- Robert Gouby (1919-1944), résistant, Compagnon de la Libération, né à Vernois-sur-Mance.